# Бычков, Виктор Васильевич
Ви́ктор Васи́льевич Бычко́в (род. 4 сентября 1942, Москва) — советский и российский философ, историк эстетики, доктор философских наук.

## Биография
Окончил радиотехнический факультет МЭИ (1965) и аспирантуру философского факультета МГУ по кафедре эстетики. Кандидат философских наук (1972, диссертация «Взаимосвязь философского, религиозного и эстетического в восточно-христианском искусстве»). С 1972 года работает в Институте философии АН СССР (РАН). С 1998 года — заведующий сектором эстетики. Докторская диссертация — «Эстетические идеи патристики» (1981). Лауреат Государственной премии России в области науки и техники (1996) за монографию «Культура Византии IV—XV веков» в трёх томах.

## Научная деятельность
Бычков определяет эстетику как способ «причастности к бытию». Эстетический опыт с первобытных времен неразделим с религиозным опытом. Категория прекрасного (нефер) известна с Древнего Египта. Эстетика как дисциплина сформировалась в Античности (пифагорейцы и Платон). Именно тогда был сформирован дуалистический предмет эстетики: эстетическое и искусство. Саму эстетику Бычков делит на имплицитную (неявную) и эксплицитную (теоретическую). Особо он выделяет (внутри имплицитной эстетики) «византийскую эстетику» (т. н. эстетику Отцов Церкви), связанную с категориями образа (миметического, символического и знакового), духовной красоты и творчества. Вершиной «византийской эстетики» Бычков называет Псевдо-Дионисия, который различил возведение (аналогия), уподобление и подражание (мимезис), а также детально разрабатывает понятие символа. Ярким выражением византийской эстетики является икона («визуальный рассказ»), которая обладает «контемлятивно-анагогической» (или «созерцательно-возводительной») функцией. К характерным чертам русской эстетики Бычков относил «софийность» (единство мудрости и красоты или выраженная идеальность), «соборность» (надындивидуальность) и теургию (идея преображения мира).
При описании современности Бычков использует понятие «пост-культура» (как антитеза традиционного духовного мира Культуры), где принижена роль творца, а художник становится «инструментом в руках кураторов. Главными в пост-культуре становятся контекстуализм, уравнивание всех и всяческих смыслов, часто выдвижение на первый план маргиналистики, замена традиционных для искусства образности и символизма симуляцией и симулякрами; художественности — интертекстуальностью, полистилистикой, цитатностью; сознательное перемешивание элементов высокой и массовой культуры в понятии артефакта, господство кича и кэмпа, снятие ценностных критериев, абсолютизация любого жеста художника в качестве уникального и значимого феномена». Перспективы пост-культуры Бычков оценивает пессимистически как «дрейф ценностей в бесконечную неопределённость»

## Основные работы
- Бычков В. В. Византийская эстетика. Теоретические проблемы. — М.: Искусство, 1977.
- Бычков В. В. Эстетика поздней античности. II—III века. — М.: Наука, 1981.
- Бычков В. В. Эстетика Аврелия Августина. — М.: Искусство, 1984.
- Бычков В. В. Малая история византийской эстетики. — Киев: Путь к Истине, 1991.
- Бычков В. В. Русская средневековая эстетика. XI—XVII века. — М.: Мысль, 1992, 2-е изд. 1995.
- Bychkov V. V. The Aesthetic Face of Being. Art in the Theology of Pavel Florensky. — Crestwood, NY: St.Vladimir’s Seminary Press, 1993.
- Бычков В. В. Духовно-эстетические основы русской иконы. — М.: Ладомир, 1995.
- Бычков В. В. Эстетика отцов церкви. — М.: Ладомир, 1995.
- Бычков В. В. 2000 лет христианской культуры sub specie aesthetica. В 2-х томах. — СПб. — М.: Университетская книга, 1999; 2-е изд. 2007.
- Бычков В. В. Эстетика. — М., Гардарики, 2002 (2-е испр. изд. 2004, 3-е изд. 2007)
- Бычков В. В. Эстетика. Краткий курс. — М.: Проект, 2003.
- Бычков В. В. Лексикон нонклассики. Художественно-эстетическая культура XX века (автор проекта, ведущий автор, руководитель авторского коллектива, отв. редактор В. Бычков). — М.: РОССПЭН, 2003.
- Бычков В. В. Русская теургическая эстетика. — М.: Ладомир, 2005.
- Бычков В. В. Художественный апокалипсис культуры. Строматы XX века. В 2 книгах. — М.: Культурная революция, 2008.
- Эстетика: Краткий курс. М.: Академический проект, 2009. — 452 с.
- Феномен иконы: История. Богословие. Эстетика. Искусство. М.: Ладомир, 2008. — 633 с. + 173 ил.
- Эстетическая аура бытия: Современная эстетика как наука и философия искусства. М.: Издательство МБА, 2010. — 784 с. (2-е изд. М.-СПб: Центр гуманитарных инициатив, 2016).
- Бичков В. В. Естетика Отаца Цркве. Апологете. Блажени Августин. Београд: Службени гласник, 2010. — 703 с.
- Эстетика. Учебник для вузов. М.: Академический проект, Фонд Мир, 2011. — 452 с.
- Современное искусство как феномен техногенной цивилизации. Учебное пособие для студентов. М.: ВГИК, 2011. — 208 с. (в соавторстве с Н. Б. Маньковской);
- Древнерусская эстетика. СПб: Центр гуманитарных инициатив; Патриаршее подворье храма-домового мц. Татианы при МГУ, 2012. — 832 с.
- Бичков В. В. Кратка историjа византиjске естетике. Београд: Службени гласник, 2012. — 548 с.
- Эстетика. Учебник. М.: КноРус, 2012; 2015; 2016; 2017. — 528 с.
- Триалог: Живая эстетика и современная философия искусства. М.: Прогресс-традиция, 2012. — 840 с., ил. (в соавторстве с Н. Б. Маньковской и В. В. Ивановым).
- Триалог plus. М.: Прогресс-Традиция, 2013. — 496 с., ил. (в соавторстве с Н. Б. Маньковской и В. В. Ивановым).
- Эстетика Блаженного Августина. М. — СПб: Центр гуманитарных инициатив, 2014. — 528 с.
- Символическая эстетика Дионисия Ареопагита. М.: издательство ИФ РАН, 2015. — 150 с.
- Триалог 2. Искусство в пространстве эстетического опыта. В 2-х книгах. М.: Прогресс-Традиция, 2017. 472 с.; 592 с., ил. (в соавторстве с Н. Б. Маньковской и В. В. Ивановым).
- Византийская эстетика. Исторический ракурс. М. — СПб: Центр гуманитарный инициатив, 2017. — 768 с.